# Abu Zayyan Muhammad ibn Faris
Abu Zayyan Muhammad ibn Faris ( en árabe : أبو زيان محمد بن فارس) fue un sultán benimerín que reinó aproximadamente en el territorio del moderno Marruecos en 1358 y nuevamente entre 1362 y 1366.

## Reinado
Era nieto del sultán benimerín Abu al-Hasan y obtuvo el trono merced al poderoso visir Umar ibn Abdalá, que había hecho asesinar a su predecesor en el cargo. Por entonces la dinastía benimerín se hallaba sumida en una grave crisis.
Muhammad ibn Faris subió brevemente al trono después de la muerte de Abu Inán Faris en 1358, pero fue sustituido por Abu Bakr ibn Faris. Fue entronizado de nuevo en 1362 para suceder a Tachufin ibn Ali, por presión de alguns de los emires benimerines. De 1362 a 1364, Siyilmasa, al sur del país, tuvo un señor independiente: primero Abd al-Halim ibn Umar, Abu Muhammed (1362-1363) y luego Abd al-Mu'mim ibn Umar, Abu Malik (1353-1364). La revuelta contra el visir de algunos miembros de la familia real, que sostuvieron a un pretendiente rival al trono y que también era una lucha entre visires, acabó con la victoria de Ibn Abdalá.
En 1366, Abu Zayyan intentó destituir al visir Umar ibn Abdulla al-Yabani, que lo hacía vigilar estrechamente en palacio, empleando para ello no solo al personal palaciego, sino incluso a miembros de la familia del sultán, pero este lo hizo asesinar. Obtuvo entonces el trono Abu Faris Abdul Aziz quien, cuando se afianzó en él, hizo matar al visir.